# شجرة ميتة قائمة

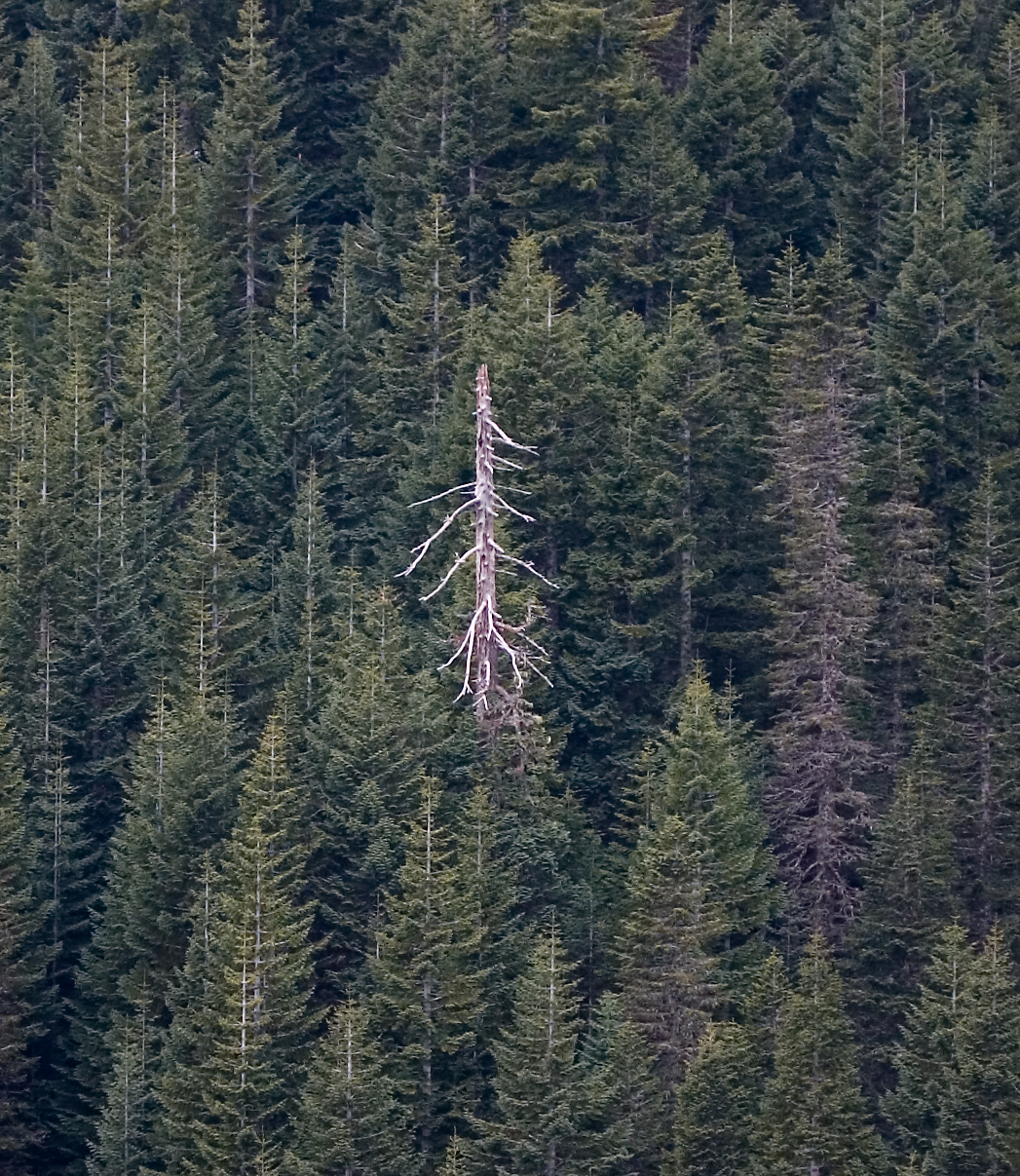
شجرة ميتة قائمة بين الأشجار الحية.

في علم الغابات، الشجرة الميتة القائمة (بالإنجليزية: Snag)‏، هي الشجرة الميّتة وغالبًا ما تكون فروعها من الأعلى أو معظم الفروع الصغيرة ميتة، والتي تكون قائمة رغم موتها.
تعتبر مكونًا بنيويًا هامًا في مجتمعات الغابات، حيث تشكل ما بين 10-20٪ من جميع الأشجار الموجودة في الغابات المدارية المعتدلة والمعتدلة والغابات الشمالية. تمثل الأشجار الميتة القائمة والحطام الخشبي المصبوغ الخفيف جزءًا كبيرًا من الكتلة الحيوية الخشبية في الغابات الصحية.

## معرض الصور

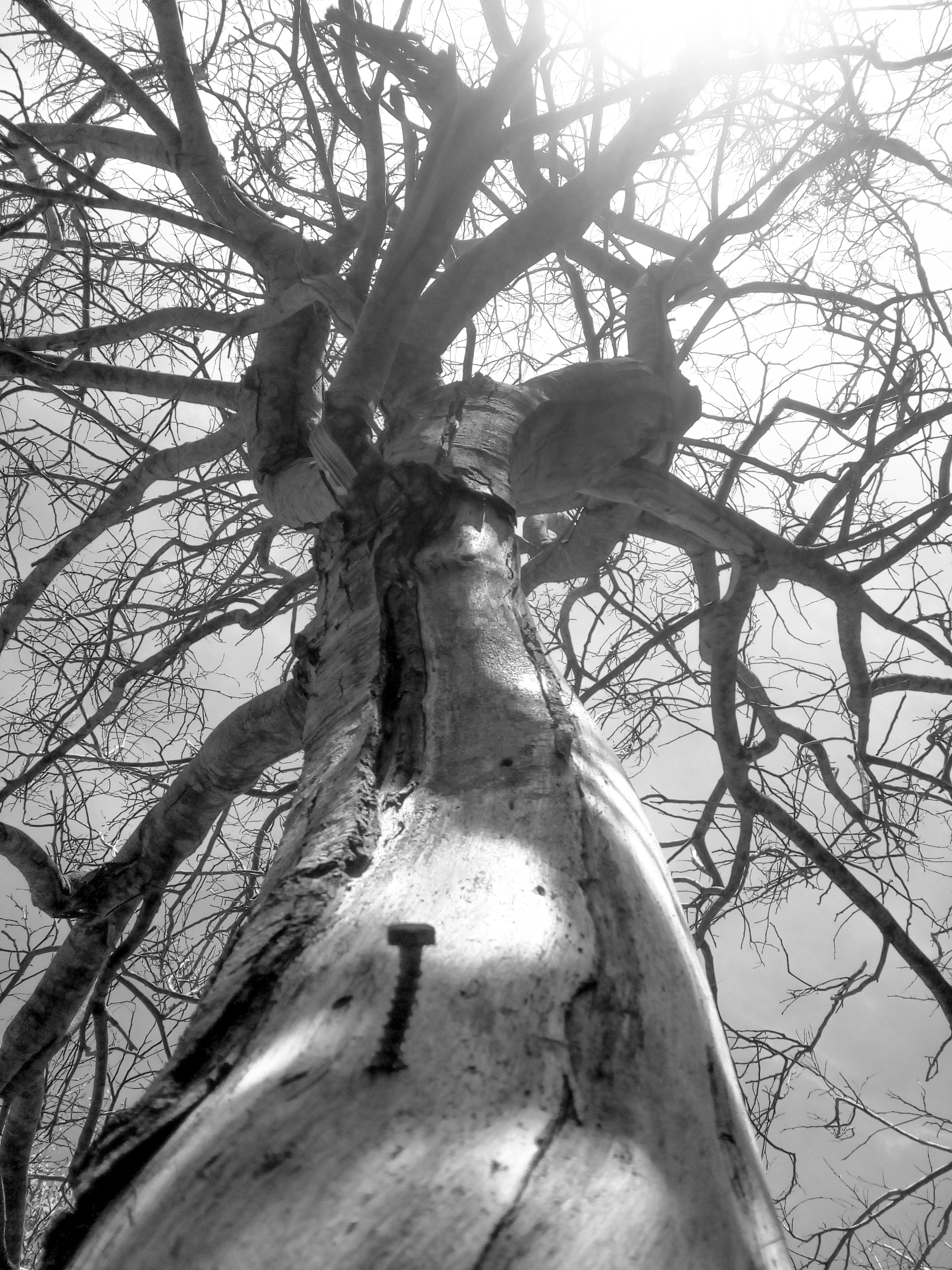